# Karma.Bloody.Karma
Karma.Bloody.Karma è il terzo album in studio del gruppo musicale statunitense Cattle Decapitation, pubblicato l'11 luglio 2006 dalla Metal Blade Records.

## Tracce
Testi di Travis Ryan, musiche dei Cattle Decapitation.
1. Intro – 0:19
2. Unintelligent Design – 3:38
3. Success Is...(Hanging by the Neck) – 3:34
4. One Thousand Times Decapitation – 1:03
5. The Carcass Derrick – 3:44
6. Total Gore? – 3:11
7. Bereavement – 1:44
8. Suspended in Coprolite – 4:20
9. Alone at the Landfill – 7:37
10. Karma.Bloody.Karma. – 3:05
11. The New Dawn – 5:13
12. Of Human Pride and Flatulence – 3:14

## Formazione
Gruppo
- Travis Ryan – voce
- Josh Elmore – chitarra; EBow (traccia 12)
- Troy Oftedal – basso; pianoforte (traccia 9)
- Michael Laughlin – batteria

Altri musicisti
- John Wiese – programmazione
- Joey Karam – voce (traccia 6), tastiera (tracce 6 e 12)